# 역사 영화
역사 영화(歷史映畵)는 인류의 역사적인 인물, 사건 등을 그린 영화의 한 장르이다. 사실을 그리지 않아도 역사적 배경을 테마로 가지는 것을 포함하는 경우도 있다. 또한 역사적 사실을 그린 서부극과 시대극, 전쟁 영화 등도 포함할 수도 있지만, 영화의 장르로 구분되는 것이 많다.

## 같이 보기
- 역사 영화 목록